# 加爾季什夫卡
49°54′25″N 28°25′55″E / 49.90694°N 28.43194°E
加爾季什夫卡（烏克蘭語：Гардишівка），是烏克蘭的村落，位於該國北部日托米爾州，由別爾季切夫區負責管轄，面積3.52平方公里，海拔高度266米，2001年人口732，人口密度每平方公里207.84人。